# Amphiura muelleri
Amphiura muelleri är en ormstjärneart som beskrevs av Marktanner-Turneretscher 1887. Amphiura muelleri ingår i släktet Amphiura och familjen trådormstjärnor. Inga underarter finns listade i Catalogue of Life.